# Liste des députés de la XIIe législature de la Cinquième République
Cet article donne la liste, par ordre alphabétique, des 577 députés français de la XIIe législature de la Cinquième République (2002-2007).
Pour chaque député, la liste précise leur circonscription d'élection ainsi que le groupe dont ils font partie (les députés seulement apparentés à un groupe politique sont indiqués par un astérisque après celui-ci).
- Haut – A
- B
- C
- D
- E
- F
- G
- H
- I
- J
- K
- L
- M
- N
- O
- P
- Q
- R
- S
- T
- U
- V
- W
- X
- Y
- Z

## A
| Nom                     |  | Groupe     | Circonscription          |
| ----------------------- |  | ---------- | ------------------------ |
| Jean-Pierre Abelin      |  | UDF        | Vienne (4e)              |
| Jean-Claude Abrioux     |  | UMP        | Seine-Saint-Denis (10e)  |
| Bernard Accoyer         |  | UMP        | Haute-Savoie (1re)       |
| Patricia Adam           |  | Socialiste | Finistère (2e)           |
| Manuel Aeschlimann      |  | UMP        | Hauts-de-Seine (2e)      |
| Pierre Albertini        |  | UDF*       | Seine-Maritime (2e)      |
| Alfred Almont           |  | UMP        | Martinique (2e)          |
| Pierre Amouroux         |  | UMP        | Yvelines (9e)            |
| Jean-Paul Anciaux       |  | UMP        | Saône-et-Loire (3e)      |
| Sylvie Andrieux-Bacquet |  | Socialiste | Bouches-du-Rhône (7e)    |
| Gilles Artigues         |  | UDF        | Loire (1re)              |
| François Asensi         |  | Communiste | Seine-Saint-Denis (11re) |
| Philippe Auberger       |  | UMP        | Yonne (3e)               |
| Jean-Marie Aubron       |  | Socialiste | Moselle (8e)             |
| Jean Auclair            |  | UMP        | Creuse (2e)              |
| Bertho Audifax          |  | UMP        | La Réunion (5e)          |
| Martine Aurillac        |  | UMP        | Paris (3e)               |
| Jean-Marc Ayrault       |  | Socialiste | Loire-Atlantique (3e)    |

## B
| Nom                           |  | Groupe                  | Circonscription               |
| ----------------------------- |  | ----------------------- | ----------------------------- |
| Jean-Paul Bacquet             |  | Socialiste              | Puy-de-Dôme (4e)              |
| Pierre-Christophe Baguet      |  | Non inscrit             | Hauts-de-Seine (9e)           |
| Patrick Balkany               |  | UMP                     | Hauts-de-Seine (5e)           |
| Édouard Balladur              |  | UMP                     | Paris (12e)                   |
| Jean-Pierre Balligand         |  | Socialiste              | Aisne (3e)                    |
| Gérard Bapt                   |  | Socialiste              | Haute-Garonne (2e)            |
| Jean Bardet                   |  | UMP                     | Val-d'Oise (3e)               |
| Brigitte Barèges              |  | UMP                     | Tarn-et-Garonne (1re)         |
| Claude Bartolone              |  | Socialiste              | Seine-Saint-Denis (6e)        |
| Jacques Bascou                |  | Socialiste              | Aude (2e)                     |
| Sylvia Bassot                 |  | UMP                     | Orne (3e)                     |
| Christian Bataille            |  | Socialiste              | Nord (22e)                    |
| Jean-Claude Bateux            |  | Socialiste              | Seine-Maritime (5e)           |
| François Bayrou               |  | UDF                     | Pyrénées-Atlantiques (2e)     |
| Jean-Claude Beauchaud         |  | Socialiste              | Charente (4e)                 |
| Patrick Beaudouin             |  | UMP                     | Val-de-Marne (6e)             |
| Joël Beaugendre               |  | UMP                     | Guadeloupe (3e)               |
| Jean-Claude Beaulieu          |  | UMP                     | Charente-Maritime (8e)        |
| Pierre Bédier                 |  | UMP                     | Yvelines (8e)                 |
| Huguette Bello                |  | Non inscrit             | La Réunion (2e)               |
| Jacques-Alain Bénisti         |  | UMP                     | Val-de-Marne (4e)             |
| Jean-Louis Bernard            |  | UMP                     | Loiret (3e)                   |
| Marc Bernier                  |  | UMP                     | Mayenne (2e)                  |
| André Berthol                 |  | UMP                     | Moselle (7e)                  |
| Jean-Michel Bertrand          |  | UMP                     | Ain (1re)                     |
| Véronique Besse               |  | Non inscrit             | Vendée (4e)                   |
| Jean-Yves Besselat            |  | UMP                     | Seine-Maritime (7e)           |
| Éric Besson                   |  | Non inscrit             | Drôme (2e)                    |
| Gabriel Biancheri             |  | UMP                     | Drôme (4e)                    |
| Jean-Louis Bianco             |  | Socialiste              | Alpes-de-Haute-Provence (1re) |
| Gilbert Biessy                |  | Communiste              | Isère (2e)                    |
| Jérôme Bignon                 |  | UMP                     | Somme (3e)                    |
| Martine Billard               |  | Non inscrit (Les Verts) | Paris (1re)                   |
| Jean-Marie Binetruy           |  | UMP                     | Doubs (5e)                    |
| Claude Birraux                |  | UMP                     | Haute-Savoie (4e)             |
| Christian Blanc               |  | UDF*                    | Yvelines (3e)                 |
| Étienne Blanc                 |  | UMP                     | Ain (3e)                      |
| Jean-Pierre Blazy             |  | Socialiste              | Val-d'Oise (9e)               |
| Émile Blessig                 |  | UMP                     | Bas-Rhin (7e)                 |
| Serge Blisko                  |  | Socialiste              | Paris (10e)                   |
| Patrick Bloche                |  | Socialiste              | Paris (7e)                    |
| Roland Blum                   |  | UMP                     | Bouches-du-Rhône (1re)        |
| Jacques Bobe                  |  | UMP                     | Charente (2e)                 |
| Alain Bocquet                 |  | Communiste              | Nord (20e)                    |
| Jean-Claude Bois              |  | Socialiste              | Pas-de-Calais (13e)           |
| Yves Boisseau                 |  | UMP                     | Calvados (6e)                 |
| Daniel Boisserie              |  | Socialiste              | Haute-Vienne (2e)             |
| Marcel Bonnot                 |  | UMP                     | Doubs (3e)                    |
| Maxime Bono                   |  | Socialiste              | Charente-Maritime (1re)       |
| Augustin Bonrepaux            |  | Socialiste              | Ariège (1re)                  |
| Bernard Bosson                |  | UDF                     | Haute-Savoie (2e)             |
| Jean-Michel Boucheron         |  | Socialiste              | Ille-et-Vilaine (1re)         |
| René Bouin                    |  | UMP                     | Maine-et-Loire (1re)          |
| Roger Boullonnois             |  | UMP                     | Seine-et-Marne (6e)           |
| Gilles Bourdouleix            |  | UMP                     | Maine-et-Loire (5e)           |
| Bruno Bourg-Broc              |  | UMP                     | Marne (4e)                    |
| Pierre Bourguignon            |  | Socialiste              | Seine-Maritime (3e)           |
| Chantal Bourragué             |  | UMP                     | Gironde (1re)                 |
| Danielle Bousquet             |  | Socialiste              | Côtes-d'Armor (1re)           |
| Christine Boutin              |  | UMP                     | Yvelines (10e)                |
| Loïc Bouvard                  |  | UMP                     | Morbihan (4e)                 |
| Michel Bouvard                |  | UMP                     | Savoie (3e)                   |
| Josiane Boyce                 |  | UMP                     | Morbihan (1er)                |
| Françoise Branget             |  | UMP                     | Doubs (1re)                   |
| Patrick Braouezec             |  | Communiste              | Seine-Saint-Denis (2e)        |
| Jean-Pierre Brard             |  | Communiste              | Seine-Saint-Denis (7e)        |
| Ghislain Bray                 |  | UMP                     | Seine-et-Marne (4e)           |
| Victor Brial                  |  | UMP                     | Wallis-et-Futuna (1re)        |
| Philippe Briand               |  | UMP                     | Indre-et-Loire (5e)           |
| Jacques Briat                 |  | UMP                     | Tarn-et-Garonne (2e)          |
| Maryvonne Briot               |  | UMP                     | Haute-Saône (2e)              |
| Bernard Brochand              |  | UMP                     | Alpes-Maritimes (8e)          |
| François Brottes              |  | Socialiste              | Isère (5e)                    |
| Chantal Brunel                |  | UMP                     | Seine-et-Marne (8e)           |
| Jacques Brunhes               |  | Communiste              | Hauts-de-Seine (1re)          |
| Marie-George Buffet           |  | Communiste              | Seine-Saint-Denis (4e)        |
| Michel Buillard               |  | UMP                     | Polynésie française (1re)     |
| Yves Bur                      |  | UMP                     | Bas-Rhin (4e)                 |
| Patricia Burckhart-Vandevelde |  | UMP                     | Meurthe-et-Moselle (2e)       |

## C
| Nom                        |  | Groupe                  | Circonscription          |
| -------------------------- |  | ----------------------- | ------------------------ |
| Christian Cabal            |  | UMP                     | Loire (2e)               |
| Dominique Caillaud         |  | UMP                     | Vendée (2e)              |
| François Calvet            |  | UMP                     | Pyrénées-Orientales (3e) |
| Jean-Christophe Cambadélis |  | Socialiste              | Paris (20e)              |
| Bernard Carayon            |  | UMP                     | Tarn (4e)                |
| Thierry Carcenac           |  | Socialiste              | Tarn (2e)                |
| Pierre Cardo               |  | UMP                     | Yvelines (7e)            |
| Christophe Caresche        |  | Socialiste              | Paris (18e)              |
| Antoine Carré              |  | UMP                     | Loiret (1re)             |
| Gilles Carrez              |  | UMP                     | Val-de-Marne (5e)        |
| Martine Carrillon-Couvreur |  | Socialiste              | Nièvre (1re)             |
| Laurent Cathala            |  | Socialiste              | Val-de-Marne (2e)        |
| Richard Cazenave           |  | UMP                     | Isère (1re)              |
| Joëlle Ceccaldi-Raynaud    |  | UMP                     | Hauts-de-Seine (6e)      |
| Yves Censi                 |  | UMP                     | Aveyron (1re)            |
| Jean-Yves Chamard          |  | UMP                     | Vienne (2e)              |
| Jean-Paul Chanteguet       |  | Socialiste              | Indre (3e)               |
| Gérard Charasse            |  | Non inscrit             | Allier (4e)              |
| Hervé de Charette          |  | UMP                     | Maine-et-Loire (6e)      |
| Jean-Paul Charié           |  | UMP                     | Loiret (5e)              |
| Françoise Charpentier      |  | UMP                     | Eure (1re)               |
| Jean Charroppin            |  | UMP                     | Jura (2e)                |
| Jérôme Chartier            |  | UMP                     | Val-d'Oise (7e)          |
| Michel Charzat             |  | Socialiste              | Paris (21re)             |
| André Chassaigne           |  | Communiste              | Puy-de-Dôme (5e)         |
| Roland Chassain            |  | UMP                     | Bouches-du-Rhône (16e)   |
| Luc-Marie Chatel           |  | UMP                     | Haute-Marne (1re)        |
| Gérard Cherpion            |  | UMP                     | Vosges (2e)              |
| Jean-François Chossy       |  | UMP                     | Loire (7e)               |
| Jean-Louis Christ          |  | UMP                     | Haut-Rhin (2e)           |
| Dino Cinieri               |  | UMP                     | Loire (4e)               |
| Alain Claeys               |  | Socialiste              | Vienne (1re)             |
| Marie-Françoise Clergeau   |  | Socialiste              | Loire-Atlantique (2e)    |
| Philippe Cochet            |  | UMP                     | Rhône (5e)               |
| Yves Cochet                |  | Non inscrit (Les Verts) | Paris (11re)             |
| Gilles Cocquempot          |  | Socialiste              | Pas-de-Calais (7e)       |
| Pierre Cohen               |  | Socialiste              | Haute-Garonne (3e)       |
| Georges Colombier          |  | UMP                     | Isère (7e)               |
| Geneviève Colot            |  | UMP                     | Essonne (3e)             |
| Anne-Marie Comparini       |  | UDF                     | Rhône (1re)              |
| François Cornut-Gentille   |  | UMP                     | Haute-Marne (2e)         |
| Alain Cortade              |  | UMP                     | Vaucluse (1re)           |
| Louis Cosyns               |  | UMP                     | Cher (3e)                |
| René Couanau               |  | UMP                     | Ille-et-Vilaine (7e)     |
| Charles de Courson         |  | UDF                     | Marne (5e)               |
| Édouard Courtial           |  | UMP                     | Oise (7e)                |
| Alain Cousin               |  | UMP                     | Manche (3e)              |
| Jean-Yves Cousin           |  | UMP                     | Calvados (6e)            |
| Yves Coussain              |  | UMP                     | Cantal (1re)             |
| Jean-Michel Couve          |  | UMP                     | Var (4e)                 |
| Charles Cova               |  | UMP                     | Seine-et-Marne (7e)      |
| Paul-Henri Cugnenc         |  | UMP                     | Hérault (6e)             |

## D
| Nom                     |  | Groupe      | Circonscription        |
| ----------------------- |  | ----------- | ---------------------- |
| Claude Darciaux         |  | Socialiste  | Côte-d'Or (3e)         |
| Olivier Dassault        |  | UMP         | Oise (1re)             |
| Michel Dasseux          |  | Socialiste  | Dordogne (1re)         |
| Marc-Philippe Daubresse |  | UMP         | Nord (4e)              |
| Martine David           |  | Socialiste  | Rhône (13e)            |
| Bernard Debré           |  | UMP*        | Paris (15e)            |
| Jean-Claude Decagny     |  | UMP         | Nord (23e)             |
| Christian Decocq        |  | UMP         | Nord (3e)              |
| Jean-Pierre Decool      |  | UMP*        | Nord (14e)             |
| Bernard Deflesselles    |  | UMP         | Bouches-du-Rhône (9e)  |
| Jean-Pierre Defontaine  |  | Socialiste* | Pas-de-Calais (1re)    |
| Lucien Degauchy         |  | UMP         | Oise (5e)              |
| Marcel Dehoux           |  | Socialiste  | Nord (24e)             |
| Francis Delattre        |  | UMP         | Val-d'Oise (4e)        |
| Michel Delebarre        |  | Socialiste  | Nord (13e)             |
| Richard Dell'Agnola     |  | UMP         | Val-de-Marne (12e)     |
| Patrick Delnatte        |  | UMP         | Nord (9e)              |
| Jean Delobel            |  | Socialiste  | Nord (15e)             |
| Jean-Marie Demange      |  | UMP         | Moselle (9e)           |
| Stéphane Demilly        |  | UDF         | Somme (5e)             |
| Yves Deniaud            |  | UMP         | Orne (1re)             |
| Bernard Depierre        |  | UMP         | Côte-d'Or (1re)        |
| Léonce Deprez           |  | UMP         | Pas-de-Calais (4e)     |
| Bernard Derosier        |  | Socialiste  | Nord (2e)              |
| Jacques Desallangre     |  | Communiste  | Aisne (3e)             |
| Jean-Jacques Descamps   |  | UMP         | Indre-et-Loire (3e)    |
| Michel Destot           |  | Socialiste  | Isère (3e)             |
| Patrick Devedjian       |  | UMP         | Hauts-de-Seine (13e)   |
| Éric Diard              |  | UMP         | Bouches-du-Rhône (12e) |
| Robert Diat             |  | UMP         | Loire-Atlantique (5e)  |
| Jean Diebold            |  | UMP         | Haute-Garonne (4e)     |
| Michel Diefenbacher     |  | UMP         | Lot-et-Garonne (2e)    |
| Jean Dionis du Séjour   |  | UDF         | Lot-et-Garonne (1re)   |
| Marc Dolez              |  | Socialiste  | Nord (17e)             |
| Jacques Domergue        |  | UMP         | Hérault (2e)           |
| Jean-Pierre Door        |  | UMP         | Loiret (4e)            |
| Dominique Dord          |  | UMP         | Savoie (1re)           |
| François Dosé           |  | Socialiste  | Meuse (1re)            |
| René Dosière            |  | Socialiste  | Aisne (1re)            |
| Julien Dray             |  | Socialiste  | Essonne (10e)          |
| Tony Dreyfus            |  | Socialiste  | Paris (5e)             |
| Guy Drut                |  | UMP         | Seine-et-Marne (5e)    |
| Jean-Michel Dubernard   |  | UMP         | Rhône (3e)             |
| Philippe Dubourg        |  | UMP         | Gironde (9e)           |
| Gérard Dubrac           |  | UMP         | Gers (2e)              |
| Pierre Ducout           |  | Socialiste  | Gironde (7e)           |
| Jean-Pierre Dufau       |  | Socialiste  | Landes (2e)            |
| William Dumas           |  | Socialiste  | Gard (5e)              |
| Jean-Louis Dumont       |  | Socialiste  | Meuse (2e)             |
| Jean-Pierre Dupont      |  | UMP         | Corrèze (3e)           |
| Nicolas Dupont-Aignan   |  | UMP         | Essonne (8e)           |
| Jean-Paul Dupré         |  | Socialiste  | Aude (3e)              |
| Yves Durand             |  | Socialiste  | Nord (11re)            |
| Odette Duriez           |  | Socialiste  | Pas-de-Calais (11e)    |
| Frédéric Dutoit         |  | Communiste  | Bouches-du-Rhône (4e)  |

## E
| Nom                      |  | Groupe      | Circonscription       |
| ------------------------ |  | ----------- | --------------------- |
| Philippe Edmond-Mariette |  | Non inscrit | Martinique (3e)       |
| Henri Emmanuelli         |  | Socialiste  | Landes (3e)           |
| Marie-Hélène des Esgaulx |  | UMP         | Gironde (4e)          |
| Claude Évin              |  | Socialiste  | Loire-Atlantique (8e) |

## F
| Nom                  |  | Groupe     | Circonscription          |
| -------------------- |  | ---------- | ------------------------ |
| Laurent Fabius       |  | Socialiste | Seine-Maritime (4e)      |
| Albert Facon         |  | Socialiste | Pas-de-Calais (14e)      |
| Pierre-Louis Fagniez |  | UMP        | Val-de-Marne (1re)       |
| Francis Falala       |  | UMP        | Marne (1re)              |
| Yannick Favennec     |  | UMP        | Mayenne (3e)             |
| Georges Fenech       |  | UMP        | Rhône (11re)             |
| Philippe Feneuil     |  | UMP        | Marne (2e)               |
| Jean-Michel Ferrand  |  | UMP        | Vaucluse (3e)            |
| Alain Ferry          |  | UMP*       | Bas-Rhin (6e)            |
| Daniel Fidelin       |  | UMP        | Seine-Maritime (9e)      |
| André Flajolet       |  | UMP        | Pas-de-Calais (9e)       |
| Jacques Floch        |  | Socialiste | Loire-Atlantique (4e)    |
| Jean-Claude Flory    |  | UMP        | Ardèche (3e)             |
| Philippe Folliot     |  | UDF*       | Tarn (3e)                |
| Pierre Forgues       |  | Socialiste | Hautes-Pyrénées (1re)    |
| Jean-Michel Fourgous |  | UMP        | Yvelines (11re)          |
| Michel Françaix      |  | Socialiste | Oise (3e)                |
| Marc Francina        |  | UMP        | Haute-Savoie (5e)        |
| Arlette Franco       |  | UMP        | Pyrénées-Orientales (2e) |
| Jacqueline Fraysse   |  | Communiste | Hauts-de-Seine (4e)      |
| Pierre Frogier       |  | UMP        | Nouvelle-Calédonie (2e)  |
| Yves Fromion         |  | UMP        | Cher (1re)               |

## G
| Nom                         |  | Groupe      | Circonscription                |
| --------------------------- |  | ----------- | ------------------------------ |
| Claude Gaillard             |  | UMP         | Meurthe-et-Moselle (3e)        |
| Cécile Gallez               |  | UMP*        | Nord (21e)                     |
| René Galy-Dejean            |  | UMP         | Paris (13e)                    |
| Daniel Gard                 |  | UMP         | Aisne (5e)                     |
| Jean-Paul Garraud           |  | UMP         | Gironde (10e)                  |
| Daniel Garrigue             |  | UMP         | Dordogne (2e)                  |
| Claude Gatignol             |  | UMP         | Manche (4e)                    |
| Jean Gaubert                |  | Socialiste  | Côtes-d'Armor (2e)             |
| Jean de Gaulle              |  | UMP         | Paris (8e)                     |
| Jean-Jacques Gaultier       |  | UMP         | Vosges (4e)                    |
| Catherine Génisson          |  | Socialiste  | Pas-de-Calais (2e)             |
| Guy Geoffroy                |  | UMP         | Seine-et-Marne (9e)            |
| André Gerin                 |  | Communiste  | Rhône (14e)                    |
| Alain Gest                  |  | UMP         | Somme (6e)                     |
| Jean-Marie Geveaux          |  | UMP         | Sarthe (2e)                    |
| Paul Giacobbi               |  | Socialiste* | Haute-Corse (2e)               |
| Franck Gilard               |  | UMP         | Eure (5e)                      |
| Bruno Gilles                |  | UMP         | Bouches-du-Rhône (5e)          |
| Georges Ginesta             |  | UMP         | Var (5e)                       |
| Charles Ange Ginésy         |  | UMP         | Alpes-Maritimes (5e)           |
| Jean-Pierre Giran           |  | UMP         | Var (3e)                       |
| Joël Giraud                 |  | Socialiste* | Hautes-Alpes (2e)              |
| Maurice Giro                |  | UMP         | Vaucluse (2e)                  |
| Louis Giscard d'Estaing     |  | UMP         | Puy-de-Dôme (3e)               |
| Jean Glavany                |  | Socialiste  | Hautes-Pyrénées (3e)           |
| Claude Goasguen             |  | UMP         | Paris (14e)                    |
| Jacques Godfrain            |  | UMP         | Aveyron (3e)                   |
| Pierre Goldberg             |  | Communiste  | Allier (2e)                    |
| François-Michel Gonnot      |  | UMP         | Oise (6e)                      |
| Gaëtan Gorce                |  | Socialiste  | Nièvre (2e)                    |
| Jean-Pierre Gorges          |  | UMP         | Eure-et-Loir (1re)             |
| Alain Gouriou               |  | Socialiste  | Côtes-d'Armor (5e)             |
| Jean-Pierre Grand           |  | UMP         | Hérault (3e)                   |
| Claude Greff                |  | UMP         | Indre-et-Loire (2e)            |
| Maxime Gremetz              |  | Communiste  | Somme (1re)                    |
| Jean Grenet                 |  | UMP         | Pyrénées-Atlantiques (5e)      |
| Gérard Grignon              |  | UMP*        | Saint-Pierre-et-Miquelon (1re) |
| François Grosdidier         |  | UMP         | Moselle (1re)                  |
| Arlette Grosskost           |  | UMP         | Haut-Rhin (5e)                 |
| Serge Grouard               |  | UMP         | Loiret (2e)                    |
| Pascale Gruny               |  | UMP*        | Aisne (2e)                     |
| Louis Guédon                |  | UMP         | Vendée (3e)                    |
| Jean-Claude Guibal          |  | UMP         | Alpes-Maritimes (4e)           |
| Lucien Guichon              |  | UMP         | Ain (2e)                       |
| Élisabeth Guigou            |  | Socialiste  | Seine-Saint-Denis (9e)         |
| François Guillaume          |  | UMP         | Meurthe-et-Moselle (4e)        |
| Christophe Guilloteau       |  | UMP         | Rhône (10e)                    |
| Jean-Jacques Guillet        |  | UMP         | Hauts-de-Seine (8e)            |
| Paulette Guinchard-Kunstler |  | Socialiste  | Doubs (2e)                     |

## H
| Nom                    |  | Groupe     | Circonscription           |
| ---------------------- |  | ---------- | ------------------------- |
| David Habib            |  | Socialiste | Pyrénées-Atlantiques (3e) |
| Georges Hage           |  | Communiste | Nord (16e)                |
| Gérard Hamel           |  | UMP        | Eure-et-Loir (2e)         |
| Emmanuel Hamelin       |  | UMP        | Rhône (2e)                |
| Joël Hart              |  | UMP        | Somme (4e)                |
| Michel Heinrich        |  | UMP        | Vosges (1re)              |
| Pierre Hellier         |  | UMP        | Sarthe (1re)              |
| Laurent Hénart         |  | UMP        | Meurthe-et-Moselle (1re)  |
| Michel Herbillon       |  | UMP        | Val-de-Marne (8e)         |
| Pierre Hériaud         |  | UMP        | Loire-Atlantique (9e)     |
| Patrick Herr           |  | UMP        | Seine-Maritime (1re)      |
| Antoine Herth          |  | UMP*       | Bas-Rhin (5e)             |
| Francis Hillmeyer      |  | UDF        | Haut-Rhin (6e)            |
| Danièle Hoffman-Rispal |  | Socialiste | Paris (6e)                |
| François Hollande      |  | Socialiste | Corrèze (1re)             |
| Henri Houdouin         |  | UMP        | Mayenne (1re)             |
| Philippe Houillon      |  | UMP        | Val-d'Oise (1re)          |
| Jean-Yves Hugon        |  | UMP        | Indre (1re)               |
| Michel Hunault         |  | UMP        | Loire-Atlantique (6e)     |
| François Huwart        |  | Socialiste | Eure-et-Loir (3e)         |
| Sébastien Huyghe       |  | UMP        | Nord (5e)                 |

## I
| Nom               |  | Groupe     | Circonscription    |
| ----------------- |  | ---------- | ------------------ |
| Jean-Louis Idiart |  | Socialiste | Haute-Garonne (8e) |
| Françoise Imbert  |  | Socialiste | Haute-Garonne (5e) |

## J
| Nom                     |  | Groupe      | Circonscription         |
| ----------------------- |  | ----------- | ----------------------- |
| Muguette Jacquaint      |  | Communiste  | Seine-Saint-Denis (3e)  |
| Denis Jacquat           |  | UMP         | Moselle (2e)            |
| Édouard Jacque          |  | UMP         | Meurthe-et-Moselle (7e) |
| Éric Jalton             |  | Non inscrit | Guadeloupe (1re)        |
| Janine Jambu            |  | Communiste  | Hauts-de-Seine (11re)   |
| Serge Janquin           |  | Socialiste  | Pas-de-Calais (10e)     |
| Olivier Jardé           |  | UDF         | Somme (2e)              |
| Christian Jeanjean      |  | UMP         | Hérault (1re)           |
| Yves Jégo               |  | UMP         | Seine-et-Marne (3e)     |
| Maryse Joissains-Masini |  | UMP         | Bouches-du-Rhône (14e)  |
| Marc Joulaud            |  | UMP         | Sarthe (4e)             |
| Alain Joyandet          |  | UMP         | Haute-Saône (1re)       |
| Dominique Juillot       |  | UMP         | Saône-et-Loire (5e)     |
| Didier Julia            |  | UMP         | Seine-et-Marne (2e)     |
| Armand Jung             |  | Socialiste  | Bas-Rhin (1re)          |

## K
| Nom                        |  | Groupe     | Circonscription         |
| -------------------------- |  | ---------- | ----------------------- |
| Mansour Kamardine          |  | UMP        | Mayotte (1re)           |
| Aimé Kergueris             |  | UMP        | Morbihan (2e)           |
| Christian Kert             |  | UMP        | Bouches-du-Rhône (11re) |
| Nathalie Kosciusko-Morizet |  | UMP        | Essonne (4e)            |
| Jacques Kossowski          |  | UMP        | Hauts-de-Seine (3e)     |
| Jean-Pierre Kucheida       |  | Socialiste | Pas-de-Calais (12e)     |

## L
| Nom                      |  | Groupe     | Circonscription            |
| ------------------------ |  | ---------- | -------------------------- |
| Patrick Labaune          |  | UMP        | Drôme (1re)                |
| Yvan Lachaud             |  | UDF        | Gard (1re)                 |
| Conchita Lacuey          |  | Socialiste | Gironde (4e)               |
| Marc Laffineur           |  | UMP        | Maine-et-Loire (7e)        |
| Jacques Lafleur          |  | UMP        | Nouvelle-Calédonie (1re)   |
| Jean-Christophe Lagarde  |  | UDF        | Seine-Saint-Denis (5e)     |
| Jérôme Lambert           |  | Socialiste | Charente (3e)              |
| Marguerite Lamour        |  | UMP        | Finistère (3e)             |
| François Lamy            |  | Socialiste | Essonne (6e)               |
| Robert Lamy              |  | UMP        | Rhône (8e)                 |
| Édouard Landrain         |  | UMP        | Loire-Atlantique (5e)      |
| Jack Lang                |  | Socialiste | Pas-de-Calais (6e)         |
| Pierre Lang              |  | UMP        | Moselle (6e)               |
| Pierre Lasbordes         |  | UMP        | Essonne (5e)               |
| Jean Lassalle            |  | UDF        | Pyrénées-Atlantiques (4e)  |
| Jean Launay              |  | Socialiste | Lot (2e)                   |
| Thierry Lazaro           |  | UMP        | Nord (6e)                  |
| Jean-Yves Le Bouillonnec |  | Socialiste | Val-de-Marne (11re)        |
| Marylise Lebranchu       |  | Socialiste | Finistère (4e)             |
| Brigitte Le Brethon      |  | UMP        | Calvados (1re)             |
| Gilbert Le Bris          |  | Socialiste | Finistère (8e)             |
| Robert Lecou             |  | UMP        | Hérault (4e)               |
| Jean-Yves Le Déaut       |  | Socialiste | Meurthe-et-Moselle (6e)    |
| Jean-Yves Le Drian       |  | Socialiste | Morbihan (5e)              |
| Michel Lefait            |  | Socialiste | Pas-de-Calais (8e)         |
| Jean-Claude Lefort       |  | Communiste | Val-de-Marne (10e)         |
| Jean-Marc Lefranc        |  | UMP        | Calvados (5e)              |
| Marc Le Fur              |  | UMP        | Côtes-d'Armor (3e)         |
| Jean Le Garrec           |  | Socialiste | Nord (12e)                 |
| Jacques Le Guen          |  | UMP        | Finistère (5e)             |
| Jean-Marie Le Guen       |  | Socialiste | Paris (9e)                 |
| Michel Lejeune           |  | UMP        | Seine-Maritime (12e)       |
| Pierre Lellouche         |  | UMP        | Paris (4e)                 |
| Patrick Lemasle          |  | Socialiste | Haute-Garonne (7e)         |
| Dominique Le Mèner       |  | UMP        | Sarthe (5e)                |
| Jean Lemière             |  | UMP        | Manche (5e)                |
| Jean-Claude Lemoine      |  | UMP        | Manche (1re)               |
| Jacques Le Nay           |  | UMP        | Morbihan (6e)              |
| Guy Lengagne             |  | Socialiste | Pas-de-Calais (5e)         |
| Jean-Claude Lenoir       |  | UMP        | Orne (2e)                  |
| Jean-Louis Léonard       |  | UMP        | Charente-Maritime (2e)     |
| Jean Leonetti            |  | UMP        | Alpes-Maritimes (7e)       |
| Arnaud Lepercq           |  | UMP        | Vienne (3e)                |
| Annick Lepetit           |  | Socialiste | Paris (17e)                |
| Pierre Lequiller         |  | UMP        | Yvelines (4e)              |
| Jean-Pierre Le Ridant    |  | UMP        | Loire-Atlantique (1re)     |
| Bruno Le Roux            |  | Socialiste | Seine-Saint-Denis (1re)    |
| Jean-Claude Leroy        |  | Socialiste | Pas-de-Calais (3e)         |
| Maurice Leroy            |  | UDF        | Loir-et-Cher (3e)          |
| Claude Leteurtre         |  | UDF        | Calvados (3e)              |
| Céleste Lett             |  | UMP        | Moselle (5e)               |
| Édouard Leveau           |  | UMP        | Seine-Maritime (11re)      |
| Geneviève Levy           |  | UMP        | Var (1re)                  |
| François Liberti         |  | Communiste | Hérault (7e)               |
| Michel Liebgott          |  | Socialiste | Moselle (10e)              |
| Martine Lignières-Cassou |  | Socialiste | Pyrénées-Atlantiques (1re) |
| Fabien Limonta           |  | UMP        | Drôme (3e)                 |
| François Loncle          |  | Socialiste | Eure (4e)                  |
| Gérard Lorgeoux          |  | UMP        | Morbihan (3e)              |
| Gabrielle Louis-Carabin  |  | UMP        | Guadeloupe (2e)            |
| Lionnel Luca             |  | UMP        | Alpes-Maritimes (6e)       |
| Victorin Lurel           |  | Socialiste | Guadeloupe (4e)            |

## M
| Nom                       |  | Groupe                  | Circonscription             |
| ------------------------- |  | ----------------------- | --------------------------- |
| Daniel Mach               |  | UMP                     | Pyrénées-Orientales (1re)   |
| Alain Madelin             |  | UMP                     | Ille-et-Vilaine (4e)        |
| Bernard Madrelle          |  | Socialiste              | Gironde (11re)              |
| Richard Mallié            |  | UMP                     | Bouches-du-Rhône (10e)      |
| Noël Mamère               |  | Non inscrit (Les Verts) | Gironde (3e)                |
| Jean-François Mancel      |  | UMP                     | Oise (2e)                   |
| Louis-Joseph Manscour     |  | Socialiste              | Martinique (1re)            |
| Thierry Mariani           |  | UMP                     | Vaucluse (4e)               |
| Alfred Marie-Jeanne       |  | Non inscrit             | Martinique (4e)             |
| Muriel Marland-Militello  |  | UMP                     | Alpes-Maritimes (2e)        |
| Alain Marleix             |  | UMP                     | Cantal (2e)                 |
| Franck Marlin             |  | UMP*                    | Essonne (2e)                |
| Alain Marsaud             |  | UMP                     | Haute-Vienne (1re)          |
| Jean Marsaudon            |  | UMP                     | Essonne (7e)                |
| Hugues Martin             |  | UMP                     | Gironde (2e)                |
| Philippe Martin           |  | Socialiste              | Gers (1re)                  |
| Philippe Martin           |  | UMP                     | Marne (6e)                  |
| Henriette Martinez        |  | UMP                     | Hautes-Alpes (1re)          |
| Patrice Martin-Lalande    |  | UMP                     | Loir-et-Cher (2e)           |
| Alain Marty               |  | UMP                     | Moselle (4e)                |
| Jacques Masdeu-Arus       |  | UMP                     | Yvelines (12e)              |
| Christophe Masse          |  | Socialiste              | Bouches-du-Rhône (8e)       |
| Jean-Claude Mathis        |  | UMP                     | Aube (2e)                   |
| Didier Mathus             |  | Socialiste              | Saône-et-Loire (4e)         |
| Bernard Mazouaud          |  | UMP                     | Dordogne (3e)               |
| Pierre Méhaignerie        |  | UMP                     | Ille-et-Vilaine (5e)        |
| Pascal Ménage             |  | UMP                     | Indre-et-Loire (1re)        |
| Christian Ménard          |  | UMP                     | Finistère (6e)              |
| Gérard Menuel             |  | UMP                     | Aube (3e)                   |
| Alain Merly               |  | UMP                     | Lot-et-Garonne (3e)         |
| Denis Merville            |  | UMP                     | Seine-Maritime (6e)         |
| Damien Meslot             |  | UMP                     | Territoire de Belfort (1re) |
| Kléber Mesquida           |  | Socialiste              | Hérault (5e)                |
| Gilbert Meyer             |  | UMP                     | Haut-Rhin (1re)             |
| Pierre Micaux             |  | UMP                     | Aube (1re)                  |
| Jean Michel               |  | Socialiste              | Puy-de-Dôme (6e)            |
| Didier Migaud             |  | Socialiste              | Isère (4e)                  |
| Hélène Mignon             |  | Socialiste              | Haute-Garonne (6e)          |
| Jean-Claude Mignon        |  | UMP                     | Seine-et-Marne (1re)        |
| Marie-Anne Montchamp      |  | UMP                     | Val-de-Marne (7e)           |
| Arnaud Montebourg         |  | Socialiste              | Saône-et-Loire (6e)         |
| Pierre Morange            |  | UMP                     | Yvelines (6e)               |
| Nadine Morano             |  | UMP                     | Meurthe-et-Moselle (5e)     |
| Pierre Morel-À-L'Huissier |  | UMP                     | Lozère (2e)                 |
| Hervé Morin               |  | UDF                     | Eure (3e)                   |
| Jean-Marie Morisset       |  | UMP                     | Deux-Sèvres (3e)            |
| Georges Mothron           |  | UMP                     | Val-d'Oise (5e)             |
| Étienne Mourrut           |  | UMP                     | Gard (2e)                   |
| Alain Moyne-Bressand      |  | UMP                     | Isère (6e)                  |
| Jacques Myard             |  | UMP                     | Yvelines (5e)               |

## N
| Nom                 |  | Groupe     | Circonscription     |
| ------------------- |  | ---------- | ------------------- |
| Henri Nayrou        |  | Socialiste | Ariège (5e)         |
| Alain Néri          |  | Socialiste | Puy-de-Dôme (2e)    |
| Jean-Marc Nesme     |  | UMP        | Saône-et-Loire (2e) |
| Jean-Pierre Nicolas |  | UMP        | Eure (2e)           |
| Yves Nicolin        |  | UMP        | Loire (5e)          |
| Hervé Novelli       |  | UMP        | Indre-et-Loire (4e) |
| Jean-Marc Nudant    |  | UMP        | Côte-d'Or (2e)      |

## O
| Nom              |  | Groupe     | Circonscription     |
| ---------------- |  | ---------- | ------------------- |
| Marie-Renée Oget |  | Socialiste | Côtes-d'Armor (4e)  |
| Patrick Ollier   |  | UMP        | Hauts-de-Seine (7e) |

## P
| Nom                          |  | Groupe     | Circonscription           |
| ---------------------------- |  | ---------- | ------------------------- |
| Dominique Paillé             |  | UMP        | Deux-Sèvres (4e)          |
| Bernadette Païx              |  | UMP        | Haute-Garonne (1re)       |
| Michel Pajon                 |  | Socialiste | Seine-Saint-Denis (13e)   |
| Françoise de Panafieu        |  | UMP        | Paris (16e)               |
| Robert Pandraud              |  | UMP        | Seine-Saint-Denis (8e)    |
| Christian Paul               |  | Socialiste | Nièvre (3e)               |
| Daniel Paul                  |  | Communiste | Seine-Maritime (8e)       |
| Béatrice Pavy                |  | UMP        | Sarthe (3e)               |
| Christophe Payet             |  | Socialiste | La Réunion (4e)           |
| Valérie Pécresse             |  | UMP        | Yvelines (2e)             |
| Germinal Peiro               |  | Socialiste | Dordogne (4e)             |
| Jacques Pélissard            |  | UMP        | Jura (1re)                |
| Philippe Pemezec             |  | UMP        | Hauts-de-Seine (12e)      |
| Jean-Claude Perez            |  | Socialiste | Aude (1re)                |
| Pierre-André Périssol        |  | UMP        | Allier (1re)              |
| Marie-Françoise Pérol-Dumont |  | Socialiste | Haute-Vienne (3e)         |
| Geneviève Perrin-Gaillard    |  | Socialiste | Deux-Sèvres (1re)         |
| Nicolas Perruchot            |  | UDF        | Loir-et-Cher (1re)        |
| Bernard Perrut               |  | UMP        | Rhône (9e)                |
| Christian Philip             |  | UMP        | Rhône (4e)                |
| Étienne Pinte                |  | UMP        | Yvelines (1re)            |
| Michel Piron                 |  | UMP        | Maine-et-Loire (4e)       |
| Serge Poignant               |  | UMP        | Loire-Atlantique (10e)    |
| Bérengère Poletti            |  | UMP        | Ardennes (1re)            |
| Axel Poniatowski             |  | UMP        | Val-d'Oise (2e)           |
| Josette Pons                 |  | UMP        | Var (6e)                  |
| Daniel Poulou                |  | UMP        | Pyrénées-Atlantiques (6e) |
| Bernard Pousset              |  | UMP        | Indre (2e)                |
| Jean-Luc Préel               |  | UDF        | Vendée (1re)              |
| Daniel Prévost               |  | UMP        | Ille-et-Vilaine (6e)      |
| Christophe Priou             |  | UMP        | Loire-Atlantique (7e)     |
| Jean Proriol                 |  | UMP        | Haute-Loire (2e)          |

## Q
| Nom                 |  | Groupe     | Circonscription        |
| ------------------- |  | ---------- | ---------------------- |
| Didier Quentin      |  | UMP        | Charente-Maritime (5e) |
| Jean-Jack Queyranne |  | Socialiste | Rhône (7e)             |
| Paul Quilès         |  | Socialiste | Tarn (1re)             |

## R
| Nom                    |  | Groupe      | Circonscription         |
| ---------------------- |  | ----------- | ----------------------- |
| Michel Raison          |  | UMP         | Haute-Saône (3e)        |
| Marcelle Ramonet       |  | UMP         | Finistère (1re)         |
| Éric Raoult            |  | UMP         | Seine-Saint-Denis (12e) |
| Jean-François Régère   |  | UMP         | Gironde (5e)            |
| Frédéric Reiss         |  | UMP         | Bas-Rhin (8e)           |
| Jean-Luc Reitzer       |  | UMP         | Haut-Rhin (3e)          |
| Jacques Remiller       |  | UMP         | Isère (8e)              |
| Simon Renucci          |  | Socialiste* | Corse-du-Sud (1re)      |
| Marc Reymann           |  | UMP         | Bas-Rhin (2e)           |
| Dominique Richard      |  | UMP         | Maine-et-Loire (2e)     |
| Juliana Rimane         |  | UMP         | Guyane (2e)             |
| Jérôme Rivière         |  | UMP         | Alpes-Maritimes (1re)   |
| Jean Roatta            |  | UMP         | Bouches-du-Rhône (3e)   |
| Chantal Robin-Rodrigo  |  | Socialiste* | Hautes-Pyrénées (2e)    |
| Camille de Rocca Serra |  | UMP         | Corse-du-Sud (2e)       |
| François Rochebloine   |  | UDF         | Loire (3e)              |
| Alain Rodet            |  | Socialiste  | Haute-Vienne (4e)       |
| Vincent Rolland        |  | UMP         | Savoie (2e)             |
| Jean-Marie Rolland     |  | UMP         | Yonne (2e)              |
| Bernard Roman          |  | Socialiste  | Nord (1re)              |
| Serge Roques           |  | UMP         | Aveyron (2e)            |
| Philippe Rouault       |  | UMP         | Ille-et-Vilaine (3e)    |
| Jean-Marc Roubaud      |  | UMP         | Gard (3e)               |
| Michel Roumegoux       |  | UMP         | Lot (1re)               |
| René Rouquet           |  | Socialiste  | Val-de-Marne (9e)       |
| Max Roustan            |  | UMP         | Gard (4e)               |
| Xavier de Roux         |  | UMP         | Charente-Maritime (3e)  |
| Patrick Roy            |  | Socialiste  | Nord (19e)              |
| Ségolène Royal         |  | Socialiste  | Deux-Sèvres (2e)        |

## S
| Nom                         |  | Groupe      | Circonscription              |
| --------------------------- |  | ----------- | ---------------------------- |
| Martial Saddier             |  | UMP         | Haute-Savoie (3e)            |
| Michel Sainte-Marie         |  | Socialiste  | Gironde (6e)                 |
| Francis Saint-Léger         |  | UMP         | Lozère (1re)                 |
| Rudy Salles                 |  | UDF         | Alpes-Maritimes (3e)         |
| Jean-Claude Sandrier        |  | Communiste  | Cher (2e)                    |
| André Santini               |  | UDF         | Hauts-de-Seine (10e)         |
| Joël Sarlot                 |  | Non inscrit | Vendée (5e)                  |
| Odile Saugues               |  | Socialiste  | Puy-de-Dôme (1re)            |
| François Sauvadet           |  | UDF         | Côte-d'Or (4e)               |
| François Scellier           |  | UMP         | Val-d'Oise (6e)              |
| André Schneider             |  | UMP         | Bas-Rhin (3e)                |
| Bernard Schreiner           |  | UMP         | Bas-Rhin (9e)                |
| Roger-Gérard Schwartzenberg |  | Socialiste* | Val-de-Marne (3e)            |
| Jean-Marie Sermier          |  | UMP         | Jura (3e)                    |
| Henri Sicre                 |  | Socialiste  | Pyrénées-Orientales (4e)     |
| Yves Simon                  |  | UMP*        | Allier (3e)                  |
| Jean-Pierre Soisson         |  | UMP         | Yonne (1re)                  |
| Michel Sordi                |  | UMP         | Haut-Rhin (7e)               |
| Frédéric Soulier            |  | UMP         | Corrèze (2e)                 |
| Daniel Spagnou              |  | UMP         | Alpes-de-Haute-Provence (2e) |
| Dominique Strauss-Kahn      |  | Socialiste  | Val-d'Oise (8e)              |
| Alain Suguenot              |  | UMP         | Côte-d'Or (5e)               |

## T
| Nom                      |  | Groupe      | Circonscription       |
| ------------------------ |  | ----------- | --------------------- |
| Michèle Tabarot          |  | UMP         | Alpes-Maritimes (9e)  |
| Hélène Tanguy            |  | UMP         | Finistère (7e)        |
| Christiane Taubira       |  | Socialiste* | Guyane (1re)          |
| Jean-Charles Taugourdeau |  | UMP         | Maine-et-Loire (3e)   |
| Guy Teissier             |  | UMP         | Bouches-du-Rhône (6e) |
| Pascal Terrasse          |  | Socialiste  | Ardèche (1re)         |
| Michel Terrot            |  | UMP         | Rhône (12e)           |
| Irène Tharin             |  | UMP         | Doubs (4e)            |
| André Thien Ah Koon      |  | UMP*        | La Réunion (3e)       |
| Jean-Claude Thomas       |  | UMP         | Marne (3e)            |
| Rodolphe Thomas          |  | UDF         | Calvados (2e)         |
| Dominique Tian           |  | UMP         | Bouches-du-Rhône (2e) |
| Jean Tiberi              |  | UMP         | Paris (2e)            |
| Philippe Tourtelier      |  | Socialiste  | Ille-et-Vilaine (2e)  |
| Alfred Trassy-Paillogues |  | UMP         | Seine-Maritime (10e)  |
| Georges Tron             |  | UMP         | Essonne (9e)          |

## U
| Nom              |  | Groupe | Circonscription |
| ---------------- |  | ------ | --------------- |
| Jean Ueberschlag |  | UMP    | Haut-Rhin (4e)  |

## V
| Nom                     |  | Groupe      | Circonscription          |
| ----------------------- |  | ----------- | ------------------------ |
| Léon Vachet             |  | UMP         | Bouches-du-Rhône (15e)   |
| Liliane Vaginay         |  | UMP         | Bouches-du-Rhône (15e)   |
| Daniel Vaillant         |  | Socialiste  | Paris (19e)              |
| André Vallini           |  | Socialiste  | Isère (9e)               |
| Manuel Valls            |  | Socialiste  | Essonne (1re)            |
| Christian Vanneste      |  | UMP         | Nord (10e)               |
| François Vannson        |  | UMP*        | Vosges (3e)              |
| Michel Vaxès            |  | Communiste  | Bouches-du-Rhône (13e)   |
| Alain Venot             |  | UMP         | Eure-et-Loir (4e)        |
| Francis Vercamer        |  | UDF         | Nord (7e)                |
| Michel Vergnier         |  | Socialiste  | Creuse (1re)             |
| Béatrice Vernaudon      |  | UMP         | Polynésie française (2e) |
| Jean-Sébastien Vialatte |  | UMP         | Var (7e)                 |
| René-Paul Victoria      |  | UMP         | La Réunion (1re)         |
| Alain Vidalies          |  | Socialiste  | Landes (1re)             |
| Gérard Vignoble         |  | UDF         | Nord (8e)                |
| François-Xavier Villain |  | Non inscrit | Nord (18e)               |
| Jean-Claude Viollet     |  | Socialiste  | Charente (1re)           |
| Philippe Vitel          |  | UMP         | Var (2e)                 |
| Gérard Voisin           |  | UMP         | Saône-et-Loire (1re)     |
| Michel Voisin           |  | UMP         | Ain (4e)                 |
| Philippe Vuilque        |  | Socialiste  | Ardennes (2e)            |

## W
| Nom               |  | Groupe | Circonscription   |
| ----------------- |  | ------ | ----------------- |
| Jean-Luc Warsmann |  | UMP    | Ardennes (3e)     |
| Laurent Wauquiez  |  | UMP    | Haute-Loire (1re) |
| Gérard Weber      |  | UMP    | Ardèche (2e)      |
| Éric Woerth       |  | UMP    | Oise (4e)         |

## Z
| Nom                 |  | Groupe      | Circonscription            |
| ------------------- |  | ----------- | -------------------------- |
| Lilian Zanchi       |  | Socialiste  | Rhône (6e)                 |
| Marie-Jo Zimmermann |  | UMP         | Moselle (3e)               |
| Émile Zuccarelli    |  | Non inscrit | Haute-Corse (1re)          |
| Michel Zumkeller    |  | UMP         | Territoire de Belfort (2e) |